# Ixora nigricans
Ixora nigricans är en måreväxtart som beskrevs av Robert Brown, Robert Wight och George Arnott Walker Arnott. Ixora nigricans ingår i släktet Ixora och familjen måreväxter. Inga underarter finns listade i Catalogue of Life.